# 薩莫特湖
53°32′28″N 12°18′2″E / 53.54111°N 12.30056°E

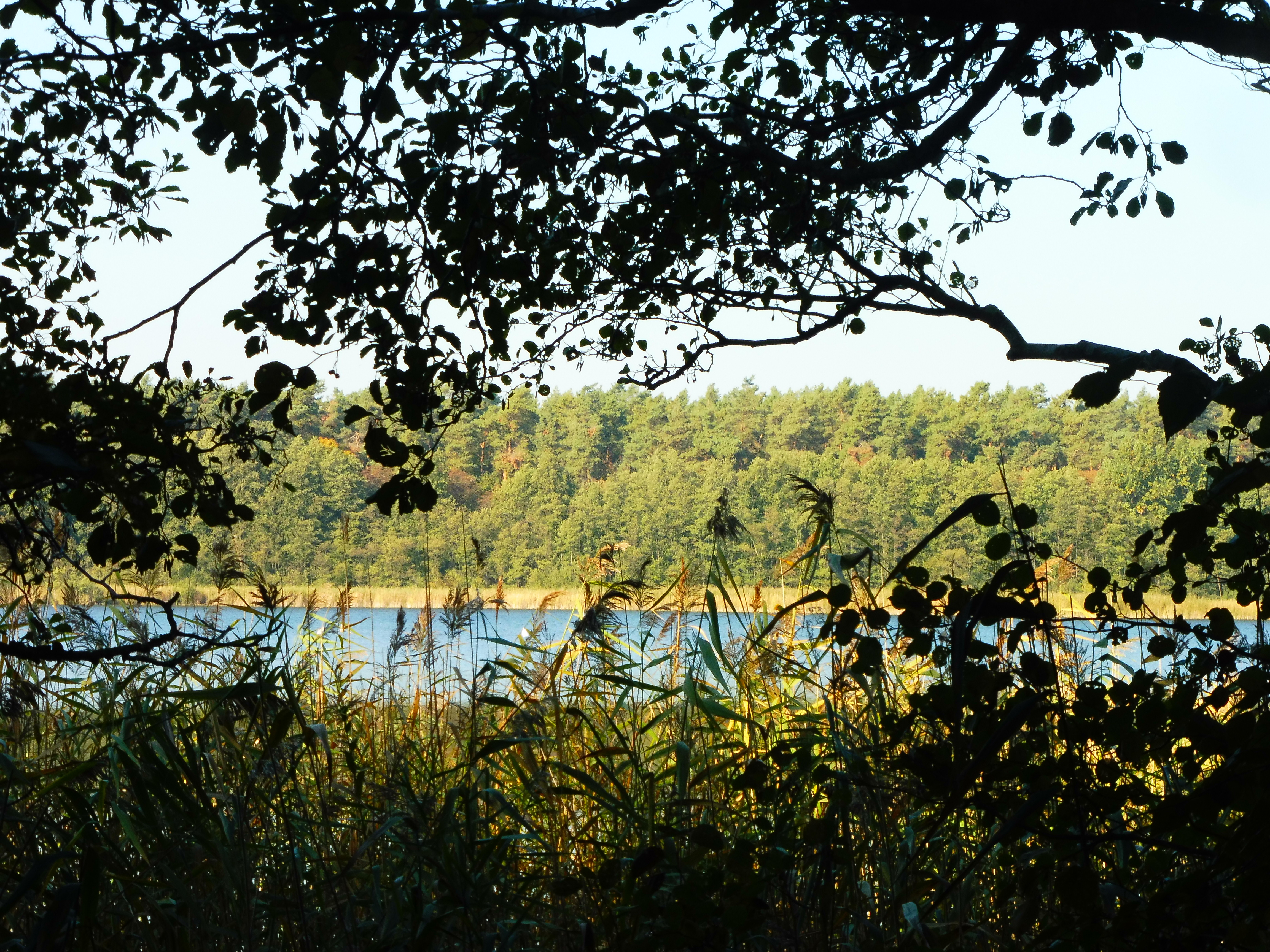

薩莫特湖（德語：Samoter See），是德國的湖泊，位於該國東北部梅克倫堡-前波美拉尼亞州，橫跨路德維希斯盧斯特-帕爾希姆縣和梅克倫堡湖區郡，長0.8公里、寬0.4公里，面積0.31平方公里，海拔高度62米。